# تصفيات كأس العالم 2014 – أوروبا الدور الثاني
الجولة الثانية من تصفيات كأس العالم - أوروبا' هي الجولة الاخيرة التي يعدها الاتحاد الأوروبي لكرة القدم لحسم البطاقات ال 4 الاخيرة للتأهل لكأس العالم 2014 . ويتم تحديدها من خلال أكبر 8 فرق اصحاب المركز الثاني في المجموعات في الجولة الأولى للتصفيات. تأهل الي هذا الدور: اليونان - فرنسا - البرتغال - كرواتيا - السويد - رومانيا - أوكرانيا - ايسلندا.
اجريت القرعة يوم 21 أكتوبر بزيورخ، وتم تحديد اصحاب الوعاء 1 وفقا لتصنيف الفيفا لشهر أكتوبر. ولعبت في الفترة بين 15 الي 19 نوفمبر 2013 . اسفرت المباريات عن تأهل كلا من: فرنسا - البرتغال - اليونان - كرواتيا.

## الفرق المتأهلة لهذا الدور
يتأهل لهذا الدور اصحاب المركز الثاني في مجموعاتهم في الجولة الأولى للتصفيات. وبعدها تم خصم نتيجة المباريتين مع اصحاب المركز الاخير في المجموعات السبعة فيما عدا المجموعة H لكونها 5 فرق فقط.
سوف يتم تحديد أفضل ثمانية فرق أصحاب المركز الثاني حسب المعايير التالية في هذا الترتيب:
1. أكبر عدد من النقاط
2. فارق الأهداف
3. أكبر عدد من الأهداف المسجلة

| مج | منتخب    | لعب | ف | ت | خ | هـ.ل | هـ.ع | ف.هـ | نقط |
| -- | -------- | --- | - | - | - | ---- | ---- | ---- | --- |
| G  | اليونان  | 8   | 6 | 1 | 1 | 9    | 4    | +5   | 19  |
| I  | فرنسا    | 8   | 5 | 2 | 1 | 15   | 6    | +9   | 17  |
| F  | البرتغال | 8   | 4 | 3 | 1 | 15   | 8    | +7   | 15  |
| H  | أوكرانيا | 8   | 4 | 3 | 1 | 11   | 4    | +7   | 15  |
| C  | السويد   | 8   | 4 | 2 | 2 | 15   | 13   | +2   | 14  |
| E  | آيسلندا  | 8   | 4 | 2 | 2 | 15   | 14   | +1   | 14  |
| D  | رومانيا  | 8   | 4 | 1 | 3 | 11   | 12   | −1   | 13  |
| A  | كرواتيا  | 8   | 3 | 2 | 3 | 9    | 8    | +1   | 11  |
| B  | الدنمارك | 8   | 2 | 4 | 2 | 9    | 11   | −2   | 10  |

## القرعة
اجريت القرعة يوم 21 أكتوبر بزيورخ، وتم تحديد اصحاب التصنيف 1 وفقا لتصنيف الفيفا لشهر أكتوبر.
| تصنيف 1                                                       | تصنيف 2                                                  |
| ------------------------------------------------------------- | -------------------------------------------------------- |
| - البرتغال (14) - اليونان (15) - كرواتيا (18) - أوكرانيا (20) | - فرنسا (21) - السويد (25) - رومانيا (29) - آيسلندا (46) |

## المباريات
| الفريق الأول | إجم. | الفريق الثاني | مباراة الذهاب | مباراة الإياب |
| ------------ | ---- | ------------- | ------------- | ------------- |
| البرتغال     | 4–2  | السويد        | 1–0           | 3–2           |
| أوكرانيا     | 2–3  | فرنسا         | 2–0           | 0–3           |
| اليونان      | 4–2  | رومانيا       | 3–1           | 1–1           |
| آيسلندا      | 0–2  | كرواتيا       | 0–0           | 0–2           |

| البرتغال    | 1–0   | السويد |
| ----------- | ----- | ------ |
| رونالدو 82' | تقرير |        |

| السويد                | 2–3   | البرتغال              |
| --------------------- | ----- | --------------------- |
| إبراهيموفيتش 68'، 72' | تقرير | رونالدو 50'، 77'، 79' |

فازت البرتغال 4–2 في المجموع وتأهلت لكأس العالم.
| أوكرانيا                             | 2–0   | فرنسا |
| ------------------------------------ | ----- | ----- |
| زوزوليا 62' · يارمولينكو 82' (ركلة.) | تقرير |       |

| فرنسا                      | 3–0   | أوكرانيا |
| -------------------------- | ----- | -------- |
| ساكو 22'، 72' · بنزيما 34' | تقرير |          |

فازت فرنسا 3–2 في المجموع وتأهلت لكأس العالم.
| اليونان                             | 3–1   | رومانيا    |
| ----------------------------------- | ----- | ---------- |
| ميتروغلو 14'، 67' · سالبينغيديس 21' | تقرير | ستانكو 19' |

| رومانيا             | 1–1   | اليونان                   |
| ------------------- | ----- | ------------------------- |
| توروسيديس 55' (ضد.) | تقرير | كونستانتينوس ميتروغلو 23' |

فازت اليونان 4–2 في المجموع وتأهلت لكأس العالم.
| آيسلندا | 0–0   | كرواتيا |
| ------- | ----- | ------- |
|         | تقرير |         |

| كرواتيا                   | 2–0   | آيسلندا |
| ------------------------- | ----- | ------- |
| ماندجوكيتش 27' · سرنا 47' | تقرير |         |

فازت كرواتيا 2–0 في المجموع وتأهلت لكأس العالم.

## الهدافين
4 اهداف
- كريستيانو رونالدو

3 اهداف
- كونستانتينوس ميتروغلو

هدفين
- مامادو ساكو
- زلاتان إبراهيموفيتش

هدف واحد
| - ماريو ماندجوكيتش - داريو سرنا - كريم بنزيما | - ديميتريس سالبينغيديس - بوغدان ستانكو | - أندري يارمولينكو - رومان زوزوليا |

هدف عكسي
- فاسيليس توروسيديس (ضد رومانيا)

## روابط خارجية
- Results and schedule (FIFA.com version)
- Results and schedule (UEFA.com version)